# نیزه مقدس

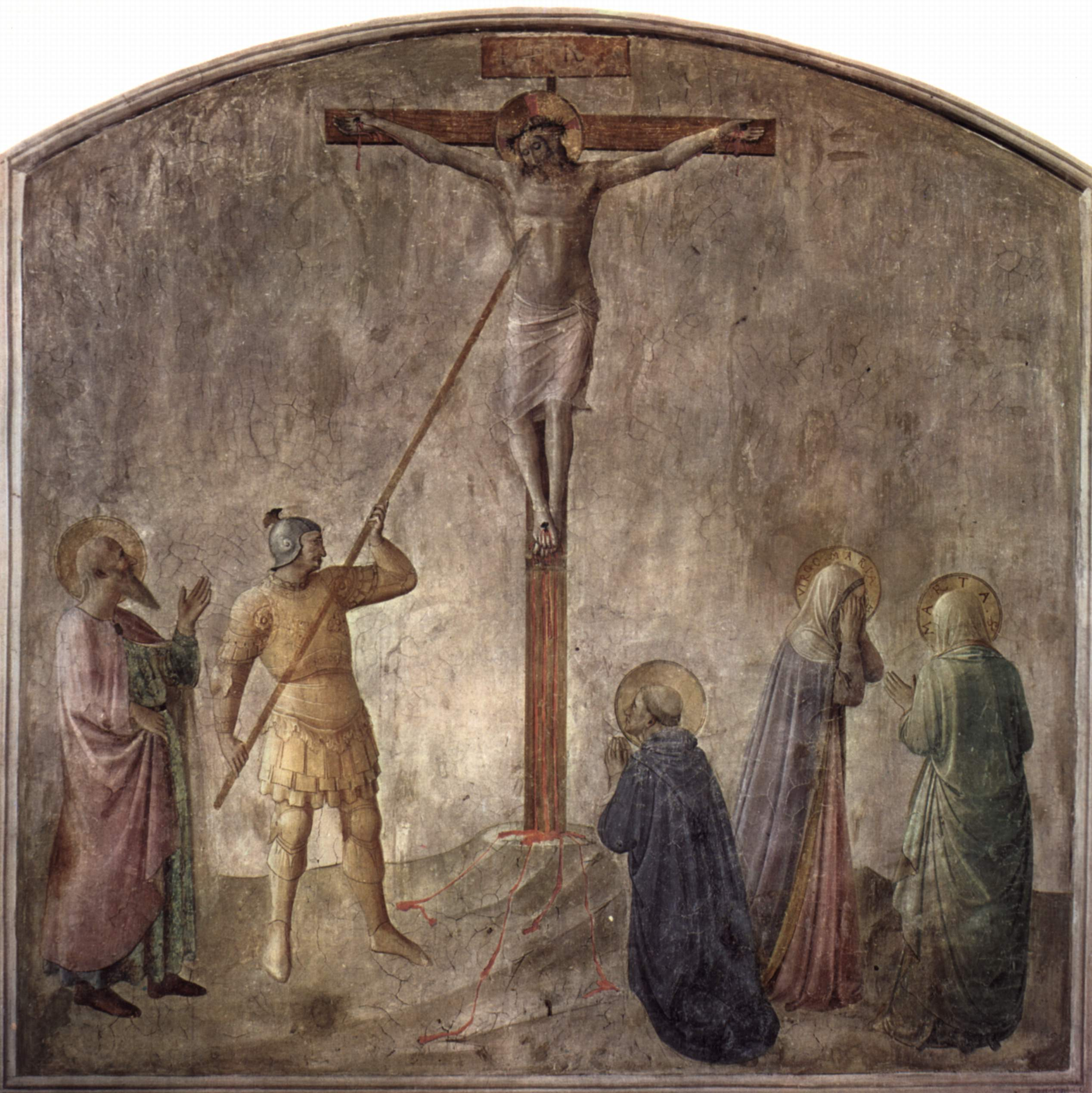
نگاره‌ای از به صلیب کشیدن مسیح و شکافتن پهلوی وی با نیزه که بعدها به نیزه مقدس مشهور شد.

نیزه مقدس (انگلیسی: Holy Lance) که با نام‌های نیزه لانگینوس و نیزه سرنوشت نیز شناخته می‌شود، یکی از اشیاء مقدس مسیحیان است. بسیاری عقیده دارند که این نیزه‌ای است که با آن پهلوی عیسی مسیح را شکافته‌ و وی را به صلیب کشیدند.